# MBK Marioepol
Moenitsypalnyj Basketbolnyj kloeb Azovmasj Marioepol (Oekraïens: Муніципальний баскетбольний клуб Маріуполь) is een professionele basketbalclub uit Oekraïne. De club is opgericht in 1990 in Marioepol. De thuisbasis van Azovmasj Marioepol is de Azovmasj Arena voor 3.000 toeschouwers.

## Geschiedenis
De club is opgericht in 1990. Azovmasj klom van de Oekraïense derde divisie naar de eerste divisie in 1999. Azovmasj won in 2003, 2004, 2006, 2007, 2008, 2009 en 2010 de landstitel. Het is een van de sterkste teams in Oekraïne samen met BK Kiev, Chimik Joezjne, Boedivelnyk Kiev en Tsjerkasy Mavpy. Een van de hoogtepunten van Azovmasj is het winnen van de Europe Regional Challenge Cup in 2003. Ze wonnen de finale van Bayer Giants Leverkusen uit Duitsland met 88-61. In 2007, met spelers als Kenan Bajramović, Panagiotis Liadelis, Serhiy Lisjtsjoek en Khalid El-Amin, haalde Azovmasj de FIBA EuroCup Final Four, door het Italiaanse Virtus Pallacanestro Bologna in de halve finale met één punt te verslaan. Ze verloren de finale van Akasvayu Girona uit Spanje met 63-87.
Na 2016 kreeg het team de naam MBK Marioepol. De financiële situatie liet het team niet toe om in de sterkere divisie van het land te blijven spelen, dus trok het team zich terug uit de Super League en vervolgde de competitie in de hogere divisie.
In verband met de Russische invasie van Oekraïne in 2022 en de tijdelijke bezetting van de stad Marioepol door militaire eenheden van de Russische Federatie, werd aangekondigd dat de optredens van de club zouden worden opgeschort.

## Erelijst
- Landskampioen Oekraïne: 7
  - Winnaar: 2003, 2004, 2006, 2007, 2008, 2009, 2010
  - Tweede: 2005, 2012, 2013
  - Derde: 2001, 2002, 2014

- Bekerwinnaar Oekraïne: 5
  - Winnaar: 2002, 2003, 2006, 2008, 2009
  - Runner-up: 2007, 2011

- FIBA EuroCup:
  - Runner-up: 2007

- Europe Regional Challenge Cup: 1
  - Winnaar: 2003 (North)

## Bekende (oud)-coaches
- Andrij Podkovyrov(2002-2004)(nov. 2009–feb. 2010)

## Bekende (oud)-spelers
| - Oleksandr Rayevsky - Serhiy Lisjtsjoek - Oleksandr Lochmantsjoek - Kyrylo Fesenko - Robert Archibald - Kenan Bajramović - Tomas Van Den Spiegel - Aleksandar Ćapin - Tomas Delininkaitis - Simonas Serapinas - Nikola Radulović - Remon van de Hare | - Slaven Rimac - Sandis Valters - Panagiotis Liadelis - Khalid El-Amin - Carlos Powell - Marc Salyers - Dijon Thompson - William Avery - Rodney Buford - Tyus Edney - Junior Harrington - Jermaine Jackson | - Kris Lang |